# Steve Corino
Pour les articles homonymes, voir Corino.
Steven « Steve » Eugene Corino (né le 29 mai 1973 à Winnipeg, Manitoba) est un catcheur (lutteur professionnel) et un commentateur de catch canadien.
Il commence sa carrière en 1994 dans de petites fédérations avant de rejoindre l'Extreme Championship Wrestling (ECW) en 1998. Il y remporte le championnat du monde poids-lourds de l'ECW. Après la fermeture de l'ECW en 2001, il part au Japon travailler à la Pro Wrestling Zero1.

## Jeunesse
Corino grandit à Philadelphie où sa famille réside depuis ses cinq ans. Il est fan de catch et cite Tully Blanchard, Eddie Gilbert (en) comme étant ses idoles.

## Carrière de catcheur

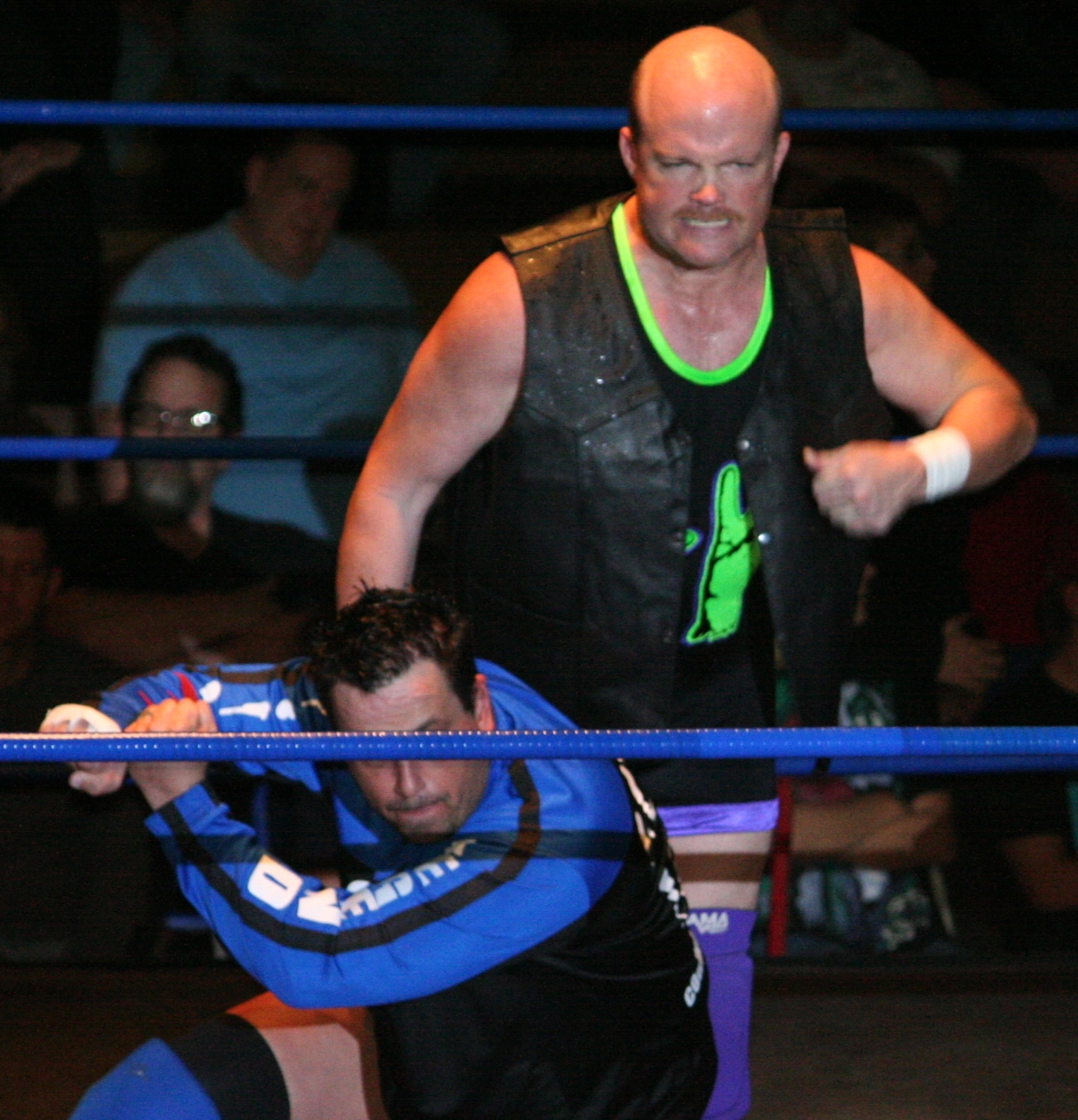
Steve Corino & CW Anderson

### Début
En 1994, Corino s'entraine pour devenir catcheur à l'école de Tom Brandi.

### Extreme Championship Wrestling (1998-2001)
En 1998, Corino debute à la Extreme Championship Wrestling en tant que manager. On le surnomme "King of Old School".
Il entame une rivalité face à Dusty Rhodes, et le bat dans un Bullrope match à Living Dangerously 2000. À Heatwave 2000, il perd face à Jerry Lynn. Corino remporte la ceinture ECW World Heavyweight Championship le 5 novembre 2000 à November to Remember en battant Justin Credible, Sandman et le Champion Jerry Lynn dans un Double Jeopardy match, et devient le premier canadien à s'emparer la ceinture ECW. La ECW ayant dû mal à payer Corino, il quitte la fédération le 7 janvier 2001, durant cette nuit il perd le titre ECW World face à Sandman. Son ami Dustin Rhodes lui donne un contrat à la World Championship Wrestling, mais il ne pourra pas participer au dernier PPV. Lorsque la World Wrestling Entertainment rachète la WCW en mars 2001.
Il catche alors dans différentes promotions de la National Wrestling Alliance. Le 24 avril, il remporte la ceinture NWA World Heavyweight.

### Circuit indépendant (2001-...)
Il continue alors sa rivalité avec Dusty Rhodes dans sa promotion la Turnbuckle Championship Wrestling comme la Southern Championship Wrestling et fait partie de Extreme Horsemen avec C.W. Anderson et Barry Windham. Extreme Horsemen à la Major League Wrestling avec C.W. Anderson, Justin Credible et Simon Diamond. Il se fait managé par le légendaire James J. Dillon après la fermeture de la MLW.
En 2004 Corino fait plusieurs apparence à la Frontier Wrestling Alliance au Royaume-Uni, où il entame une rivalité avec Alex Shane. Le point culminant se passe à Hotwired, où Corino bat Shane avec l'assistance du FWA Heavyweight Champion, Doug Williams.
Il catche ensuite à la Zero-One, Hustle au Japon, Ring of Honor, One Pro Wrestling et Celtic Wrestling en Angleterre. Il est président de la World-1 Fighting Arts.

### Total Nonstop Action Wrestling (2002)
Corino catche à la Total Nonstop Action Wrestling occasionnellement pour quelques show. Corino catche alors contre des catcheurs comme Low-Ki.

### Ring of Honor (2002-2006)
Steve Corino fait ses débuts à la ROH et rejoint Homicide dans sa rivalité face au Backseat Boys. Durant le match, Corino se retourne face à Homicide en le frappant accidentellement, Old School frappe son partenaire et quitte le ring, the Backseat Boyz battent alors Homicide.

### Retirement tour (2007)
Il annonce sa retraite fin 2007, Corino commence alors son tour d'adieu en catchant dans plusieurs promotions différentes. Le 6 octobre 2007, Corino s'empare du titre B4W North American à Morganville, New Jersey sur le champion Tommy Thunda.
Le 3 novembre 2007, Corino réussit à remporter 3 tours dans un 8-man tournament, à Toronto, Ontario, Canada et devient le Union of Independent Professional Wrestlers Heavyweight Champion. Il bat Eddie Osbourne durant le premier tour, Pepper Parks dans le second tour et en finale « Fabulous » John McChesney. Le 10 novembre 2007, Corino remporte la ceinture B4W North American face à Jihad. Le 24 novembre il bat Absolute Andy pour la ceinture GSW Heavyweight Championship à Oberhausen, Allemagne.
Le 8 décembre 2007, Corino effectue sa dernière apparition à Northeast pour la B4W. Il perd le titre North American face à Jihad dans un submission match. Corino remporte le titre Platinum Pro Wrestling Heavyweight le 14 décembre 2007 après avoir battu « The Indy Wrestling Superstar » Erico à Michigan City, Indiana.
Le 28 décembre 2007, il catche pour la dernière fois à la Showcase Wrestling Revolution de Montreal, Québec, Canada. Il fait face à « The Prophet » Jeremy Barnoff, "The Seasoned Veteran" Brick Crawford et « M.. Wrestling » Kevin Steen pour le titre SWR International Championship dans un fatal four way elimination match.

### Retour à la World Wrestling Council (2008-2009)
Le 4 janvier 2008, Corino remporte pour la 3e fois le titre Zero1-Max United States Openweight Championship sous le nom de M.. Wrestling 3 en battant Ricky Landell à Valdosta, Georgie. Il perd la ceinture Z1Max U.S face à SJK le 8 mars 2008 à Devil Bhudakahn Memorial Show de Munhall, Pennsylvanie.
Le 19 juillet 2008 Corino participate au WWC Anniversary mais perd face à Eugene. Le 20 septembre 2008, il participe à l'événement Septiembre Negro où il bat Sabu. Il fait partie de « La Familia », et entame une rivalité face à BJ pour le titre WWC Puerto Rico Heavyweight Championship. Steve Corino s'attaque au membre de « La Familia » Ray Gonzalez dans une rivalité pour le titre WWC Universal Heavyweight Championship. Le 7 février, Steve Corino bat Ray Gonzalez pour devenir WWC Universal Heavyweight Champion. Le 11 juillet à Aniversario 2009, il perd le titre face à BJ.

### Retour à la ROH (2009-2016)

#### Alliance avec Kevin Steen (2009-2011)
Lors du show ROH du 1er novembre 2010, il gagne avec Kevin Steen contre Colt Cabana et El Generico. Lors de Survival of the Fittest, il perd contre Adam Cole. Lors du show du 13 novembre, il perd avec Kevin Steen contre The King of Wrestling pour les ROH World Tag Team Championship. Lors du show du 29 novembre, il perd contre El Generico. Lors du Gauntlet Match du 20 décembre, il rentre 2e et se fait éliminer par Jay Briscoe. Lors du 9th Anniversary Show, il perd contre Mike Bennett dans un match qui comprenée aussi Kyle O'Reilly et Grizzly Redwood. Lors de Manhattan Mayhem IV, il perd contre Mike Bennett. Lors de Revoultion Canada, il perd contre Mike Bennett. Lors de Supercard of Honor IV, il perd contre Mike Bennett. Lors de Best in the World, il perd contre Mike Elgin. Lors de Survival of the Fittest, il affronte El Generico dans un match qui se finit en No Contest. Lors de Final Battle, il perd contre Kevin Steen dans un Grudge Match.

#### S.C.U.M (2012-2013)
Lors de Death Before Dishonor, Jimmy Jacobs et lui battent Rhett Titus et Charlie Haas et remportent les ROH Tag Team Championship. Lors de Glory By Honor, Jimmy Jacobs et lui battent Jay et Mark Briscoe et conservent leurs titres.

#### Commentateur et départ (2013-2016)
Depuis la fin de S.C.U.M, Corino appris un rôle de commentateur pour les shows et PPV de la ROH. Le 19 juillet, il retourne sur les rings et perd contre Kevin Steen, qui faisait son dernier match à la ROH.

### Juggalo Championship Wrestling (2012)
Lors de Road To BloodyMania Nuit 1, il bat Shockwave The Robot.

### World Wrestling League (2013)
Lors de Idols Of Wrestling, il perd contre Colt Cabana.

## Palmarès
- Absolute Intense Wrestling
  - 1 fois AIW Absolute Champion

- ACE Pro Wrestling
  - 1 fois ACE Heavyweight Champion

- AWA Superstars of Wrestling
  - 2 fois AWA Superstars of Wrestling World Heavyweight Champion
  - 1 fois AWA Superstars of Wrestling World Heavyweight Champion avec Ricky Landell

- Appalachia Pro Wrestling
  - 1 fois APW Heavyweight Champion

- Blue Water Championship Wrestling
  - 1 fois BWCW Heavyweight Champion

- Brookwood 4 Wrestling
  - 1 fois B4W Heavyweight Champion
  - 2 fois B4W North American Heavyweight Champion
  - 1 fois B4W Hardcore Champion

- Carolina Wrestling Association
  - 1 fois CWA Heavyweight Champion

- East Coast Wrestling Association
  - 2 fois ECWA Tag Team Champion  avec Lance Diamond

- Eastern Shores Wrestling
  - 1 fois ESW Light Heavyweight Champion

- Extreme Championship Wrestling
  - 1 fois ECW World Heavyweight Champion

- Funking Conservatory
  - 1 fois FC !BANG! Television Champion
  - 1 fois FC Tag Team Champion avec Adam Windsor

- German Stampede Wrestling
  - 2 fois GSW Heavyweight Champion

- Hawaii' Championship Wrestling
  - 1 fois HCW Kekaulike Heritage Tag Team Champion avec M.. Wrestling II

- Independent Wrestling Federation
  - 2 fois IWF American Champion

- Independent Pro Wrestling
  - 1 fois IPW Heavyweight Champion

- Independent Pro Wrestling Alliance
  - 1 fois IPWA Light Heavyweight Champion
  - 1 fois IPWA Tag Team Champion avec Adam Flash

- Intercontinental Wrestling Association
  - 1 fois IWA-PA Heavyweight Champion

- International High Powered Wrestling
  - 1 fois Heavyweight Champion

- KYDA Pro Wrestling
  - 1 fois KYDA Pro Heavyweight Champion
  - 1 fois KYDA Pro Mid-Atlantic Champion

- Legends Pro Wrestling
  - LPW Hall of Fame (2010)

- Major League Wrestling
  - 1 fois MLW World Heavyweight Champion

- Maryland Championship Wrestling
  - MCW Hall of Fame (2010)

- Mid-Eastern Wrestling Federation
  - 1 fois MEWF Mid-Atlantic Champion
  - 3 fois MEWF Light Heavyweight Champion
  - 3 fois MEWF Tag Team Champion avec Jimmy Cicero

- NWA 2000
  - 1 fois NWA 2000 American Heritage Champion
  - 1 fois NWA 2000 Light Heavyweight Champion

- NWA Florida
  - 1 fois NWA Florida Heavyweight Champion
  - 1 fois NWA Southern Heavyweight Champion(Florida version)
  - 1 fois NWA World Heavyweight Champion
  - 1 fois NWA Heartland States Heavyweight Champion

- NWA New Jersey
  - 1 fois NWA World Light Heavyweight Champion (New Jersey version)
  - 1 fois NWA United States Tag Team Champion avec Lance Diamond

- NWA New Jersey/New York
  - 1 fois NWA New Jersey/New York Heavyweight Champion

- NWA Southwest
  - 1 fois NWA North American Heavyweight Champion

- One Pro Wrestling
  - 1 fois 1PW World Heavyweight Champion

- Organization of Modern Extreme Grappling Arts
  - 1 fois OMEGA Heavyweight Champion

- Pennsylvania Championship Wrestling
  - 1 fois PCW Junior Heavyweight Champion

- Platinum Pro Wrestling
  - 1 fois PPW Heavyweight Champion

- Premier Championship Wrestling
  - 1 fois PWF Tag Team Champion avec Adam Knight

- Premier Wrestling Federation
  - 5 fois PWF Universal Heavyweight Champion
  - 3 fois PWF Tag Team Champion avec C.W. Anderson (2) et Kid America (1)
  - 1 fois PWF Universal Six Man Tag Team Champions avec C.W. Anderson et John Skyler

- Pro Wrestling World-1
  - 1 fois World-1 Heavyweight Champion
  - 1 fois World-1 North American Champion
  - 2 fois World-1 Tag Team Champion avec C.W. Anderson (1) et  Colby Corino (1)

- Pro Wrestling Zero1
  - 4 fois Intercontinental Tag Team Champion avec Mike Rapada (1), C.W. Anderson (1), Yutaka Yoshie (1) et Charles Evans (1)
  - 4 fois Zero-One United States Heavyweight Champion

- Pure Wrestling Association
  - 1 fois PWA Pure Wrestling Champion

- PWF Northeast
  - 1 fois PWF Northeast Heavyweight Champion

- Pro Wrestling Extreme
  - 1 fois PWX Heavyweight Champion

- Ring of Honor
  - 1 fois ROH World Tag Team Champion avec Jimmy Jacobs

- Southern Championship Wrestling
  - 1 fois SCW Heavyweight Champion
  - 1 fois SCW Junior Heavyweight Champion

- Tri-State Wrestling Alliance
  - 1 fois TWA Heavyweight Champion

- Union of Independent Professional Wrestlers
  - 1 fois UIPW Union Heavyweight Champion

- United States Championship Wrestling
  - 1 fois USCW Tag Team Champion avec Adam Flash

- United States Extreme Wrestling
  - 1 fois UXW Heavyweight Champion

- World Wrestling Council
  - 1 fois WWC World Junior Heavyweight Champion
  - 1 fois WWC Universal Heavyweight Champion